# Johann Friedrich Allmacher

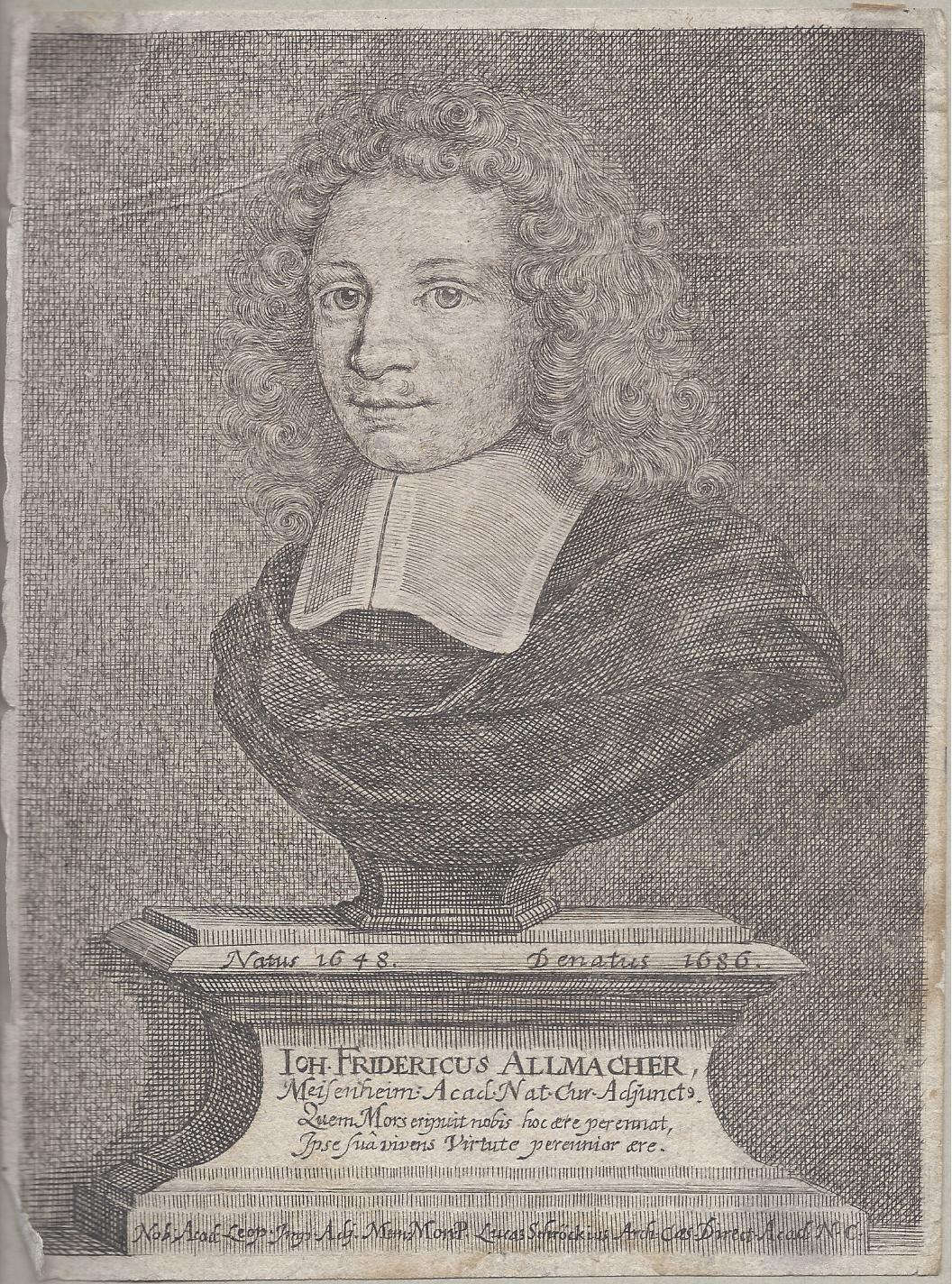
Johann Friedrich Allmacher

Johann Friedrich Allmacher (* 5. Dezember 1648 in Meisenheim, Fürstentum Pfalz-Zweibrücken; † 12. August 1686 in Frankfurt am Main) war ein deutscher Arzt und Chirurg.

## Leben
Johann Friedrich Allmacher wurde 1648 in Meisenheim als Sohn des Chirurgen Friedrich Allmacher geboren. Allmacher absolvierte ein Studium der Medizin in Gießen, Jena, Leipzig und zuletzt in Leiden, wo er 1672 als Schüler von Sylvius Deleboé mit einem epidemiologischen Thema promoviert wurde. Nach einer kurzen Tätigkeit als Stadtarzt in Wertheim ließ sich Allmacher von 1672 als Physikus in Frankfurt am Main nieder. In den folgenden Jahren wechselte er als Physikus nach Aschaffenburg und in den Dienst der Grafen von Wertheim, bevor er nach Frankfurt zurückkehrte. Aufgrund seiner hohen fachlichen Reputation wurde er am 4. März 1679 unter dem akademischen Namen Zethes Mitglied der Academia Caesareo-Leopoldinae. Allmacher publizierte neben seiner Dissertation drei Abhandlungen zu chirurgischen und orthopädischen Fragestellungen, die in der Schriftreihe der Leopoldina veröffentlicht wurden. 1686 verstarb Allmacher in Frankfurt vor einer beabsichtigten Umsiedlung nach Nürnberg.

## Schriften
- Disputatio medica inauguralis De morbis castrensibus. Quam praeside summo numine, ex auctoritate magnifici D. Rectoris, D. Alberti Rusii ... Nec non amplissimi Senatûs Academici consensu, & almae facultatis medicae decretô, pro gradu doctoratûs, summisque in medicina honoribus & privilegiis ritè* , Promotionsschrift, apud viduam & haeredes Joannis Elsevirii, academiae typograph, Leyden, 1672, 28 S.
- De luxatione vertebrarum dorsi introrsum facta, Frankfurt am Main, 1683.
- De tumore genu ex lapsu, pro luxatione male curato, Frankfurt am Main, 1685.
- De enterocele desperata curata, Frankfurt am Main, 1685.